# Kow Swamp
Kow Swamp è un sito archeologico sito sulle rive dell'omonimo lago, nei pressi della città di Cohuna, nello stato di Victoria in Australia, dove tra il 1968 e il 1972 sono stati ritrovati resti fossili relativi ad un gruppo di homo sapiens.

## Ritrovamento
Esistono prove di una recente occupazione aborigena dell'area, come dimostrano i ritrovamenti di resti di canoe e i cumuli di rifiuti, mentre i registri dei primi coloni europei descrivono un sito cerimoniale aborigeno sul lato nord di quella che un tempo era una palude.
Nel 1925, sul lato ovest della palude, fu scoperto il cosiddetto Cranio di Cohuna, un importante resto fossile, molto simile a quelli che verranno poi ritrovati a Kow Swamp. 
Negli anni '60, Alan Thorne identificò delle ossa arcaiche dalla collezione del Museo di Victoria, e ricondusse il luogo del loro ritrovamento alla palude di Kow; tra il 1968 e il 1972 Thorne condusse scavi archeologici per l'Australian National University di Canberra. Ulteriori resti furono rinvenuti nei dintorni della palude da un residente locale interessato agli scavi, Gordon Spark. 
Per la fine del 1972 erano stati scavati e studiati i resti di almeno quaranta individui, che includono uomini, donne e bambini, rendendolo  uno dei più grandi al mondo risalenti a questo periodo. Queste scoperte hanno contribuito a stabilire la diversità della storia genetica aborigena, e sono state interpretate come rappresentative di diverse ondate di immigrati in Australia prima della scoperta europea.
A seguito di una campagna condotta da gruppi della comunità aborigena per il rimpatrio di resti umani dalle collezioni museali australiane e straniere, nel 1991 gli scheletri di Kow Swamp furono riportati nell'area e risepolti. Calchi di alcuni crani e mandibole di Kow Swamp sono conservati dall'Università Nazionale Australiana, mentre alcuni calchi (compresi quelli di KS1 e KS5) sono stati inviati al Museo di Storia Naturale di Londra e ad altre istituzioni. Nonostante l'ampia ricostruzione, il materiale di Kow Swamp era estremamente frammentario, con solo due crani, KS1 e 5, relativamente completi.

## Datazione
Le prime datazioni al radiocarbonio sui reperti archologici hanno stimato che le conchiglie ritrovate nella tomba di KS5, risalgono a circa 13.000 anni fa, che il fossile KS10 risale a circa 10.000 anni fa, con il reperto più recente, KS16, che risale a circa 6.500 anni fa.
Nel 2003 è stata effettuata la datazione con la tecnica della luminescenza otticamente stimolata (OSL), che ipotizza che il sito fosse in uso tra 22.000 e 19.000 anni fa. Queste conclusioni sono criticate da quanti evidenziano la difficoltà di garantire che la sabbia utilizzata per la datazione sia contemporanea alle sepolture.

## Descrizione
Molti degli scheletri presentano una massa scheletrica maggiore, strutture mascellari più robuste e aree di inserzione muscolare più estese rispetto agli uomini aborigeni contemporanei. Anche gli scheletri femminili di questa regione mostrano differenze simili rispetto alle donne aborigene moderne. 
Il cranio Kow Swamp 5 è uno degli esemplari meglio conservati di Kow Swamp. Presenta una massa scheletrica maggiore, una struttura mascellare più robusta e aree di inserzione muscolare più estese rispetto agli uomini aborigeni contemporanei. Il cranio Kow Swamp 14 si riferisce ai resti di uno scheletro maschile con le ginocchia piegate sotto il petto e le mani davanti al viso. In altre sepolture di Kow Swamp lo scheletro era completamente disteso. 
Le descrizioni iniziali dei crani di Kow Swamp descrivevano squame frontale sfuggente, regioni sopraorbitali massicce e una fossa sopraglabellare... che erano considerati la conservazione di una forma di erectus orientale pressoché immodificata che mostrava un ...complesso di caratteristiche arcaiche non riscontrabili nei crani aborigeni recenti.... Si riteneva che tali caratteristiche indicassero la sopravvivenza di tratti caratteristici dell'Homo erectus in Australia fino a 10.000 anni fa. Tuttavia, Donald Brothwell contestò questa interpretazione, suggerendo che le dimensioni e la forma dei crani di Kow Swamp fossero state influenzate da una deformazione cranica artificiale, particolarmente evidente nel reperto KS5.
I diversi confronti morfologici e metrici dei crani rinvenuti nelle le rendono differenti dai crani più gracili degli aborigeni moderni e di un gruppo fossili pleistocenici rinvenuti a Lake Mungo e Keilor. Queste differenze sono state utilizzate per postulare arrivi separati di gruppi distinti di persone. 
Alcuni studiosi sostengono che le diversità morfologiche riscontrate nei crani ritrovati a Kow, dipendono da pratiche culturali che possono alterare l'aspetto degli scheletri umani. Esistono prove che alcuni gruppi aborigeni praticassero la deformazione del cranio in tempi antichi, per cui si è ipotizzato che le caratteristiche "robuste" osservate nei crani di Kow Swamp siano il risultato di tali pratiche del passato. La pressione e la fasciatura prolungate della testa possono produrre caratteristiche come fronti lunghe e sfuggenti, ossa frontali e occipitali piatte e allungamento del cranio.